# Умар Сако
Умар Сако (на френски: Oumar Sako) е котдивоарски футболист, който играе на поста централен защитник. Състезател на Арда.

## Кариера
На 27 май 2021 г. Сако е обявен за ново попълнение на Берое. Прави дебюта си на 2 август при победата с 2:3 като гост на Пирин (Благоевград), като в същия мач Умар отбелязва и дебютния си гол.

### Арда
На 27 юли 2022 г. котдивоарецът е пратен под наем в Арда от ЛАСК. Дебютира на 27 август при победата с 1:0 като домакин на Славия.